# Leonardo Sciascia
 (juillet 2014).
Leonardo Sciascia (prononcé : [leoˈnardo ˈʃaʃʃa]), né le 8 janvier 1921 à Racalmuto, dans la province d'Agrigente en Sicile, et mort le 20 novembre 1989 à Palerme, est un écrivain, essayiste, journaliste et homme politique italien.

## Biographie
Fils d'un employé dans les mines de soufre de la région (lui-même issu d'une famille de mineurs) et d'une femme au foyer, en 1935 il suit la famille à Caltanissetta. Dans l'Istituto Magistrale (équivalent italien, à l'époque, de l’école normale primaire) de cette ville, Sciascia aura comme enseignant l'écrivain et dramaturge Vitaliano Brancati, qui l'initie à la connaissance de la littérature française. Dans les mêmes années, Sciascia découvre aussi la littérature américaine et l'Illuminisme. Diplômé en 1941, il devient instituteur à Racalmuto en 1949.
En 1956 il publie son premier roman, Les Paroisses de Regalpetra, où il décrit, sous couvert de fiction, son expérience d'instituteur dans son village natal.
Après un séjour à Rome en 1957-1958, il s'installe à Caltanissetta comme employé du ministère de l’Éducation.
Il publie en 1961 son premier roman policier ayant un arrière-plan politique, Le Jour de la chouette, qui se déroule dans un village sicilien dominé par la mafia et sa mentalité d'omertà. En 1968, le metteur en scène Damiano Damiani en tire un film, avec Franco Nero dans le rôle du capitaine des carabiniers Bellodi et Claudia Cardinale dans celui de la veuve d'un assassiné.
En 1963 Sciascia publie Le Conseil d'Égypte, qui se déroule à la fin du XVIIIe siècle à Palerme, où les espoirs suscités par la Révolution française en quelques rares esprits illuminés se heurtent à une société immobile, où les privilèges de l'aristocratie se nourrissent de l'ignorance et de la superstition de la plèbe.
En 1964 paraît Mort de l'Inquisiteur, roman-enquête qui relate l'histoire de Diego La Matina, un moine sicilien persécuté par l'Inquisition de Palerme pour une faute qui reste inconnue encore aujourd'hui, qui finit par assassiner en 1658, dans les prisons de Palerme, le chef de l'Inquisition du royaume de Sicile. Sciascia a toujours considéré ce texte comme incomplet, se proposa souvent de le reprendre mais, finalement, n'y arriva jamais. La pièce de théâtre Le Député (1965) dénonce sans détours les complicités entre le gouvernement italien de l'époque et la mafia.
Le genre du roman policier à connotation politique est repris dans À chacun son dû, paru en 1966, histoire d'un intelligent mais naïf professeur de lycée qui, en enquêtant par simple curiosité sur un assassinat commis dans son village, finit par découvrir une vérité de crime, corruption et hypocrisie généralisée qui en causera la perte. Librement inspiré de ce roman, le film homonyme réalisé en 1967 par Elio Petri, avec Gian Maria Volonté dans le rôle principal, reçoit le prix pour le meilleur scénario au Festival de Cannes de la même année.
Toujours en 1967, Sciascia s'installe à Palerme. À partir de 1969, il écrit régulièrement dans le Corriere della Sera. Il publie la même année La Controverse liparitaine (une deuxième édition française s'intitule L'Évêque, le Vice-roi et les Pois chiches), qui raconte la controverse éclatée, au début du XVIIIe siècle, entre l’évêque de Lipari et l'administration fiscale : allégorie, d'ailleurs dédiée à Alexander Dubček, des rapports entre l'URSS et les États du bloc de Varsovie.
Sciascia prend sa retraite en 1970, pour se consacrer entièrement à l'écriture.
En 1971 paraît Le Contexte, roman policier qui, sous le voile d'une allégorie assez transparente, se réfère à l'Italie contemporaine, laquelle venait de vivre 1968, les grandes luttes syndicales de 1969 et les premiers attentats de la « stratégie de la tension ». Ce roman suscita de violentes polémiques, non seulement dans les milieux proches du gouvernement, mais aussi chez les intellectuels et les hommes politiques de la gauche socialo-communiste. En 1976, Francesco Rosi en tire le film Cadavres exquis, dont Lino Ventura tient le rôle principal. Entre-temps, Sciascia rédige une série de textes qui, en partant de crimes réels, dénoncent la société contemporaine : Actes relatifs à la mort de Raymond Roussel (1971), Les Poignardeurs (1976) et L'Affaire Moro (1978).
En 1973 paraît le recueil La Mer couleur de vin, en 1974 Todo modo, inquiétante histoire d'un groupe d'hommes politiques (l'allusion à la démocratie chrétienne est évidente pour le public de l'époque), qui, réunis dans un ermitage pour des exercices spirituels destiné à les purger de leurs crimes de corruption, se retrouvent au centre d'une série de crimes qui décapitent la direction de leur parti. Un film du même titre sera réalisé par Elio Petri en 1976, avec Gian Maria Volonté et Marcello Mastroianni.
Candide, un rêve fait en Sicile (1979) et Stendhal et la Sicile (1984) témoignent de l'amour de Sciascia pour la culture française.
Leonardo Sciascia est élu en 1975 au conseil municipal de Palerme, sur la liste du Parti communiste italien, mais démissionne deux ans plus tard, en désaccord avec la ligne majoritaire du parti, prônant un rapprochement avec la Démocratie chrétienne. Il est élu député au Parlement sous la bannière du Parti radical italien en 1979 et le reste jusqu'en 1983. Pendant son mandat, il fait partie de la commission d'enquête parlementaire sur l'assassinat d'Aldo Moro et le terrorisme.
Atteint d'une grave maladie depuis le début des années 1980, Sciascia continue néanmoins son activité, avec articles, interviews et encore des récits narratifs : l'amer Portes ouvertes (1987), Le Chevalier et la mort (1988), Une histoire simple (1989).
Il meurt à Palerme le 20 novembre 1989. Sur son tombeau, à Racalmuto, est gravée une citation d'Auguste de Villiers de L'Isle-Adam (« Nous nous en souviendrons de cette planète »), choisie par Sciascia lui-même.

## Œuvre
Les œuvres complètes de Leonardo Sciascia traduites en français ont été publiées en trois volumes par les éditions Fayard.

### Romans
- Il giorno della civetta (1961) Publié en français sous le titre Le Jour de la chouette, traduit par Juliette Bertrand, Paris, Flammarion, 1962
- Il consiglio d'Egitto (1963) Publié en français sous le titre Le Conseil d'Égypte, traduit par Jacques de Pressac, Paris, Denoël, 1966
- A ciascuno il suo (1966) Publié en français sous le titre À chacun son dû, traduit par Jacques de Pressac, Paris, Denoël, 1967
- Il contesto. Una parodia (1971) Publié en français sous le titre Le Contexte : parodie, traduit par Jacques de Pressac, Paris, Denoël, 1972
- Todo modo (1974) Publié en français sous le titre Todo modo, traduit par René Daillie, Paris, Denoël, 1976
- Candido, ovvero Un sogno fatto in Sicilia (1977) Publié en français sous le titre Candido ou Un rêve fait en Sicile, traduit par Nino Frank, Paris, M. Nadeau/Robert Laffont, 1978 ; rééd. Les Belles Lettres, coll. Domaine étranger, Paris, 152 p., 2025  (ISBN 978-2251456522)
- La strega e il capitano (1986) Publié en français sous le titre La Sorcière et le Capitaine, traduit par Jean-Marie Laclavetine, Paris, Fayard, 1987
- 1912 + 1, (1986) Publié en français sous le titre 1912 + 1, traduit par Claude Ambroise, Paris, Fayard, 1989
- Porte aperte (1987) Publié en français sous le titre Portes ouvertes, traduit par Claude Ambroise, Paris, Fayard, 1989
- Il cavaliere e la morte. Sotie (1988) Publié en français sous le titre Le Chevalier et la Mort, traduit par Mario Fusco, Paris, Fayard, 1989
- Una storia semplice (1989) Publié en français sous le titre Une histoire simple, traduit par Mario Fusco, Paris, Fayard, 1991

### Recueils de nouvelles
- Gli zii di Sicilia (1958), édition augmentée d'une nouvelle en 1960 Publié en français sous le titre Les Oncles de Sicile, traduit par Mario Fusco, Paris, Denoël, 1967
- Racconti siciliani (1966), réédité sous le titre Il mare colore del vino en 1973 Publié en français sous le titre La Mer couleur de vin, traduit par Jacques de Pressac, Paris, Denoël, 1976
- Atti relativi alla morte di Raymond Roussel (1971) Publié en français sous le titre Actes relatifs à la mort de Raymond Roussel, traduit par Giovanni Joppolo et Gérard-Julien Salvy, Paris, L'Herne, 1973
- La sentenza memorabile (1982) Publié en français sous le titre La Sentence immobile, précédé de Le Théâtre de la mémoire, traduit par Mario Fusco, Paris, M. Nadeau ; Montréal, Boréal express, 1984
- Cronachette (1985) Publié en français sous le titre Petites Chroniques, traduit par Jean-Noël Schifano et Bertrand Visage, Paris, Fayard, 1986
- Il fuoco nel mare. Racconti dispersi (1947-1975) (2010) Publié en français sous le titre Le feu dans la mer : Récits de Sicile, traduit par Frédéric Lefebvre, Caen, Nous, 224 p., 2024  (ISBN 978-2-370841-31-5)

### Recueils de poésie
- Favole della dittatura (1950) Publié en français sous le titre Fables de la dictature, suivi de La Sicile, son cœur, traduit par Jean-Noël Schifano, Aix-en-Provence, Pandora, 1980
- La Sicilia, il suo cuore (1952) Publié en français sous le titre La Sicile, son cœur, précédé de Fables de la dictature, traduit par Jean-Noël Schifano, Aix-en-Provence, Pandora, 1980
- Il fiore della poesia romanesca. Belli, Pascarella, Trilussa, Dell'Arco (1952)

### Essais et autres publications
- Pirandello e il pirandellismo. Con lettere inedite di Pirandello a Tilgher (1953)
- Le parrocchie di Regalpetra (1956) Publié en français sous le titre Les Paroisses de Regalpetra, suivi de Mort de l'inquisiteur, traduit par Mario Fusco, Paris, Denoël, 1970
- Pirandello e la Sicilia (1961) Publié en français sous le titre Pirandello et la Sicile, traduit par Jean-Noël Schifano, Paris, Grasset, 1980
- Morte dell'Inquisitore (1964) Publié en français sous le titre Mort de l'inquisiteur, précédé de Les Paroisses de Regalpetra, traduit par Mario Fusco, Paris, Denoël, 1970
- L'ordine delle somiglianze (1967)
- La corda pazza. Scrittori e cose della Sicilia (1970) Publié en français sous le titre Le Cliquet de la folie : écrivains et choses de Sicile, traduit par Jacques de Pressac, Paris, Denoël, 1972
- La scomparsa di Majorana (1975) Publié en français sous le titre La Disparition de Majorana, traduit par Mario Fusco, Paris, La Quinzaine littéraire, 1976. Rééd. Paris, Allia, 2012, 128 p.  (ISBN 9791030422689).
- I Pugnalatori (1976) Publié en français sous le titre Les Poignardeurs, suivi de La Disparition de Majorana, traduit par Jean-Noël Schifano et Mario Fusco, Paris, M. Nadeau, 1977
- Acque di Sicilia (1977), texte accompagnant les photos de Lisetta Carmi
- L'affaire Moro (1978) Publié en français sous le titre L'Affaire Moro, traduit par Jean-Noël Schifano, Paris, Grasset, 1978
- Dalle parti degli infedeli (1979) Publié en français sous le titre Du côté des infidèles, traduit par Jean-Noël Schifano, Paris, Grasset, 1980
- Nero su nero (1979) Publié en français sous le titre Noir sur Noir : journal de dix années : 1969-1979, traduit par Nino Franck et Corinne Lucas, Paris, Papyrus, 1981
- Il teatro della memoria (1981) Publié en français sous le titre Le Théâtre de la mémoire, suivi de La Sentence immobile, traduit par Mario Fusco, Paris, M. Nadeau ; Montréal, Boréal express, 1984
- Cruciverba (1983) Publié en français sous le titre Mots croisés, traduit par Mario Fusco, Paris, Fayard, 1985
- Stendhal e la Sicilia (1984) Publié en français sous le titre Stendhal et la Sicile, traduit par Maurice Darmon, Paris, M. Nadeau, 1985
- Occhio di capra (1984) Publié en français sous le titre  Œil de chèvre, traduit par Maurice Darmon, Paris, Fayard, 1986
- Per un ritratto dello scrittore da giovane (1985) Publié en français sous le titre Portraits d'écrivains, traduit par Mario Fusco, Paris, Fayard, 2001
- Ore di Spagna (1988) Publié en français sous le titre Heures d'Espagne, traduit par Maurice Darmon, Paris, Fayard, 1992
- Alfabeto pirandelliano (1989) Publié en français sous le titre Pirandello de A à Z, traduit par Maurice Darmon, Paris, M. Nadeau, 1987
- Fatti diversi di storia letteraria e civile (1989) Publié en français sous le titre Faits divers d'histoire littéraire et civile, traduit par Maurice Darmon, Paris, Fayard, 1991
- A futura memoria (se la memoria ha un futuro) (1989) Publié en français sous le titre En future mémoire : si la mémoire a un futur, traduit par Maurice Darmon, Paris, Fayard, 1993
- La storia della mafia (2013)
- Fine del carabiniere a cavallo. Saggi letterari (1955-1989) (2016)

### Théâtre
- L'onorevole. Dramma in tre atti (1965) Publié en français sous le titre Les Mafieux, précédé de Monsieur le député, traduit par Maurice Darmon, Paris, Fayard, 1987
- Recitazione della controversia liparitana dedicata ad A.D. (1969) Publié en français sous le titre L'Évêque, le vice-roi et les pois chiches, traduit par Jacques de Pressac, Paris, Denoël, 1972

### Scénarios
- 1963 : Viol à l'italienne (La smania addosso), film italien réalisé par Marcello Andrei
- 1972 : Bronte: cronaca di un massacro che i libri di storia non hanno raccontato, film italien réalisé par Florestano Vancini
- 1983 : La singolare avventura di Francesco Maria, épisode de la série télévisée Dieci registi italiani, dieci racconti italiani réalisé par Enzo Muzii

#### En français
- Leonardo Sciascia : une vérité née en Sicile, Film documentaire de Françoise Gallo in Un siècle d'écrivains, France Télévisions - 1995 (FIFA Montréal)
- Au pays sans vérité, Antony Burlaud, Le Monde Diplomatique, mai 2021[4]
- Collectif, Leonardo Sciascia, Revue L'Arc, no 77, Aix-en-Provence, 1977
- Marcelle Padovani, Leonardo Sciascia : La Sicile comme métaphore, Stock, Paris, 1979
- James Dauphiné, Leonardo Sciascia, La manufacture, coll. « Qui êtes-vous ? », Paris, 1990
- Leonardo Sciascia, De la Sicile et de la vie en général, Conversations avec Domenico Porzio, éd. Liana Levi, Collection Opinion, 1993

#### En italien
- Leonardo Sciascia, a cura di Sebastiano Gesù, Giuseppe Maimone Editore, Catania 1992
- Narratori siciliani del secondo dopoguerra, a cura di Sarah Zappulla Muscarà, Giuseppe Maimone Editore, Catania 1990
- Cadaveri Eccellenti, a cura di Sebastiano Gesù, Giuseppe Maimone Editore, Catania, 1992
- V. Fascia, F. Izzo, A. Maori, La memoria di carta: Bibliografia delle opere di Leonardo Sciascia, Edizioni Otto/Novecento, Milano, 1998
- V. Vecellio (a cura di), L'uomo solo: L'Affaire Moro di Leonardo Sciascia, Edizioni La Vita Felice, Milano, 2002
- V. Vecellio, Saremo perduti senza la verità, Edizioni La Vita Felice, Milano, 2003
- G. Jackson, Nel labirinto di Sciascia, Edizioni La Vita Felice, Milano, 2004
- L. Palazzolo Leonardo Sciascia deputato radicale 1979-1983, Kaos edizioni, 2004
- L. Pogliaghi (a cura di), Giustizia come ossessione: forme della giustizia nella pagina di Leonardo Sciascia, Edizioni La Vita Felice, Milano, 2005
- M. D'Alessandra e S.Salis (a cura di), Nero su giallo: Leonardo Sciascia eretico del genere poliziesco, Edizioni La Vita Felice, Milano, 2006.
- R. Martinoni, Troppo poco pazzi:Leonardo Sciascia nella libera e laica Svizzera, Collana Sciascia scrittore europeo, I, en collaboration avec Société des Amis de Leonardo Sciascia, Leo S.Olschki editore, Firenze, 2011
- (it) Nico Perrone, La profezia di Sciascia. Una conversazione e quattro lettere (La prophétie de Sciascia. Une conversation et quatre lettres), Archinto, Milano, 2015  (ISBN 978-88-7768-676-3)